# Cryptotis gracilis
Cryptotis gracilis es una especie de musaraña de la familia soricidae.

## Distribución geográfica
Se encuentra en Costa Rica y Panamá.